# Malik Ghulam Muhammad

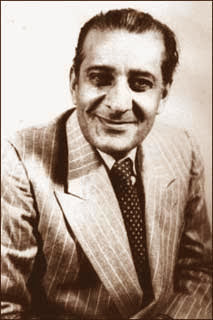
Malik Ghulam Muhammad

Malik Ghulam Muhammad (* 20. April 1895 in Lahore (Punjab) in Britisch-Indien; † 12. September 1956 ebenfalls in Lahore (jetzt Pakistan)) war ein pakistanischer Politiker und Generalgouverneur seines Landes von 1951 bis 1955.

## Leben
Ghulam Muhammad studierte an der Aligarh Muslim University und arbeitete danach im Buchhaltungsbereich. Nach der Gründung Pakistans 1947 wurde er aufgrund seiner beruflichen Erfahrungen der erste Finanzminister des jungen Commonwealth-Landes. Nach der Ermordung von Premierminister Liaquat Ali Khan im Jahre 1951 wurde Khawaja Nazimuddin Premier und Ghulam Muhammad Generalgouverneur von Pakistan. In dieser Position weitete er seine Kontrolle über das Land aus, doch wurden seine Aktionen von Premier Nazimuddin angefochten und Ghulam nutzte die außerordentlichen Vollmachten seines Amtes dazu, das Kabinett Nazimuddin zu entlassen und diesen rechtsgültig abzusetzen. Neuer Premier wurde Muhammad Ali Bogra.
Im Jahre 1954 versuchte die pakistanische Nationalversammlung eine Verfassungsänderung durchzusetzen, um die Macht des Generalgouverneurs zu schwächen. Als Antwort darauf löste Ghulam Muhammad sie auf und gewann auch das daraufhin angestrengte Verfassungsverfahren. Das Oberste Gericht billigte die Entlassung, obwohl ein angesehener Richter eine abweichenden Meinung zu Protokoll gab und trotz Protesten von Mitgliedern der Versammlung. Aus Gesundheitsgründen nahm Ghulam 1955 einen Sonderurlaub, worauf ihn der amtierende Generalgouverneur entließ. Sein Nachfolger wurde Iskander Mirza. Im darauf folgenden Jahr starb er.
| Vorgänger          | Amt                                      | Nachfolger     |
| ------------------ | ---------------------------------------- | -------------- |
| Khawaja Nazimuddin | Generalgouverneur von Pakistan 1951–1955 | Iskander Mirza |

| Personendaten    | Personendaten            |
| ---------------- | ------------------------ |
| NAME             | Ghulam Muhammad, Malik   |
| KURZBESCHREIBUNG | pakistanischer Politiker |
| GEBURTSDATUM     | 20. April 1895           |
| GEBURTSORT       | Lahore                   |
| STERBEDATUM      | 12. September 1956       |
| STERBEORT        | Lahore                   |